# Cardan
Cardan är en kommun i departementet Gironde i regionen Nouvelle-Aquitaine i sydvästra Frankrike. Kommunen ligger i kantonen Cadillac som tillhör arrondissementet Langon. År 2022 hade Cardan 511 invånare.

## Befolkningsutveckling
Antalet invånare i kommunen Cardan
Referens:INSEE